# Ambohitoaka
Ambohitoaka – miasto i gmina na Madagaskarze. Należy do dystryktu Mampikony, który jest częścią regionu Sofia. W gminnym spisie powszechnym z 2001 roku, ludność gminy oszacowano na około 23 tysięcy osób. 
Ambohitoaka jest obsługiwana przez lokalne lotnisko. Szkoła podstawowa jest dostępna w mieście. Większość (90%) mieszkańców gminy to rolnicy. Najważniejszymi uprawami są ryż i cebula, podczas gdy inne ważne produkty rolne to bawełna i tytoń. Przemysł i usługi zapewniają zatrudnienie dla kolejno 3% i 2% populacji. Dodatkowo rybołówstwo zatrudnia 5% populacji miasta.